# 馬加胤持
馬加 胤持（まくわり たねもち / 千葉 胤持 ちば - ）は、室町時代中期の武将。千葉氏宗家を滅ぼした馬加康胤の嫡男。

## 概略
康胤が晩年に生まれた子であり、兄たちが次々と早世したために、嫡男に定められた。
享徳3年12月27日（1455年1月15日）鎌倉公方足利成氏が関東管領上杉憲忠を暗殺したことから享徳の乱が始まり、これに乗じた千葉氏の重臣でもある原胤房は千葉城を急襲、千田庄（現在の多古町）に逃れたまだ幼い当主千葉胤宣を、康正元年8月12日（1455年9月23日）に原胤房に加担した胤持の父康胤が討って千葉氏宗家を滅ぼした。しかしこの時の胤持の行動については定かではない。
そして、原胤房は将軍足利義政が派遣した東常縁に追われ同年11月24日に逐電し、その後東常縁の入った市河城（現在の市川市市川）は、康正2年（1456年）正月19日古河公方足利成氏の派遣した簗田持助に落とされたが、東庄の近い下総匝瑳郡へ逃れ体制を立て直した東常縁に馬加城（現在の千葉市花見川区幕張町）を攻め落され、胤持は6月12日に討たれてその首は京に送られたという。
なお、父康胤は上総国八幡（現在の市原市八幡）の村田川にまで逃れたが、11月1日に討ち取られ馬加氏は滅びた。